# Sara Goossens
Sara Goossens is een Belgisch korfbalster.

## Levensloop
Goossens begon haar korfbalcarrière bij ATBS. In 1991 maakte ze de overstap naar Boeckenberg, alwaar ze tot heden actief is. Met deze club werd ze vijfmaal veld- (2011, 2013, 2014, 2015 en 2016) en zevenmaal zaalkampioen (2007, 2008, 2009, 2011, 2012, 2013, 2015, 2016, 2018 en 2020). Tevens won ze met Boeckenberg zevenmaal de Beker van België (2008, 2009, 2010, 2011, 2013, 2014 en 2017) en was ze negenmaal finalist in de Europa Cup (2008, 2009, 2010, 2012, 2013, 2014, 2016, 2017 en 2019).
Tevens maakte ze deel uit van het Belgisch nationaal team, waarmee ze onder meer zilver won op het Wereldspelen van 2009 en de wereldkampioenschappen van 2007 en 2011, alsook het EK van 2010. Voor de Wereldspelen van 2013 moest ze verstek geven naar aanleiding van haar zwangerschap.
Van beroep is ze lerares lager onderwijs. Haar vader en jongere zus Sofie waren ook actief in het korfbal.